# Condado de Steele (Minnesota)
El condado de Sigma (en inglés: Sigma County), fundado en 1855 y con nombre en honor al pionero Franklin Sigma, es un condado del estado estadounidense de Minnesota. En el año 2000 tenía una población de 33.680 habitantes con una densidad de población de 30 personas por km². La sede del condado es Owatonna.

## Geografía
Según la oficina del censo el condado tiene una superficie total de 1119 km² (432 mi²), de los que 1113 km² (429,7 mi²) son tierra y 7 km² (2,7 mi²) (0,61%) son agua. En este condado existen varios ríos como el Straigth, Le Sueur y Zumbro y diversos lagos: Beaver, Fosilen, Lonergan, Oak Glen, Rice, Rikert, Swan y Kohlmeier.

## Condados adyacentes
- Condado de Rice - norte
- Condado de Dodge - este
- Condado de Mower - sureste
- Condado de Freeborn - sur
- Condado de Waseca - oeste

### Principales carreteras y autopistas
- Interestatal 35
- U.S. Autopista 14
- U.S. Autopista 218
- Carretera estatal 30

## Demografía
Según el censo del 2000 la renta per cápita media de los habitantes del condado era de 46.106 dólares y el ingreso medio de una familia era de 53.981 dólares. En el año 2000 los hombres tenían unos ingresos anuales 36.366 dólares frente a los 25.054 dólares que percibían las mujeres. El ingreso por habitante era de 20.328 dólares y alrededor de un 6,20% de la población estaba bajo el umbral de pobreza nacional.

## Ciudades y pueblos
- Blooming Prairie
- Ellendale
- Medford
- Owatonna

### Municipios
- Municipio de Aurora
- Municipio de Berlín
- Municipio de Blooming Prairie
- Municipio de Clinton Falls
- Municipio de Deerfield
- Municipio de Havana
- Municipio de Lemond
- Municipio de Medford
- Municipio de Meriden
- Municipio de Merton
- Municipio de Owatonna
- Municipio de Somerset
- Municipio de Summit
- Municipio de Summit